# Aquidabã
Pour le cuirassé des années 1880, voir Aquidaban (cuirassé).
Aquidabã est une ville brésilienne du nord de l'État du Sergipe.

## Géographie
Sa population était de 19 201 habitants au recensement de 2007. La municipalité s'étend sur 357 km2.
Elle fait partie de la microrégion de Nossa Senhora das Dores, dans la mésorégion de l'Agreste du Sergipe.

## Maires
| Période | Période | Identité              | Étiquette | Qualité |
| ------- | ------- | --------------------- | --------- | ------- |
| 2004    | 2008    | Eurico de Souza Filho | DEM       |         |
| 2008    | 2012    | Marco José Barreto    | PR        |         |